# Port lotniczy McGrath
Port lotniczy McGrath (IATA: MCG, ICAO: PAMC) – port lotniczy położony w McGrath, w stanie Alaska, w Stanach Zjednoczonych.